# Scott McGinnis
Scott McGinnis (* 19. November 1958 in Glendale, Kalifornien) ist ein US-amerikanischer Schauspieler.
Sein Debüt als Schauspieler gab er 1967 in dem Film Königin der Wikinger, jedoch wurde er in den Credits hierfür nicht genannt.
Er war 1984 als Sternenflottenoffizier in Star Trek III: Auf der Suche nach Mr. Spock zu sehen. Nach dem von Regisseur J.S. Cardone inszenierten Film Shadowhunter aus dem Jahr 1993 zog er sich aus der Schauspielerei zurück.
1994 gab er sein Debüt als Regisseur und drehte den Film Augenblicke des Todes. Ein Jahr darauf drehte er Last Gasp – Der Todesfluch mit dem Schauspieler Robert Patrick in der Hauptrolle. Daran anschließend war er nur noch für das Fernsehen tätig, wo er unter anderem zwei Episoden der Serie Angel – Jäger der Finsternis inszenierte. Außerdem inszenierte er 17 Folgen von Disneys Liebling, ich habe die Kinder geschrumpft: Die Serie.

## Filmografie (Auswahl)
- 1967: Königin der Wikinger (The Viking Queen) (ungenannt)
- 1979: Survival of Dana (Fernsehfilm)
- 1981: Wacko
- 1983: Joysticks
- 1984: Star Trek III: Auf der Suche nach Mr. Spock
- 1984: Zoff in der Hoover-Academy (Making the Grade)
- 1985: Crazy Love – Liebe schwarz auf weiß
- 1990: Storm and Sorrow (Fernsehfilm)
- 1993: Shadowhunter (Fernsehfilm)
- 1997–2000: Liebling, ich habe die Kinder geschrumpft: Die Serie (Honey, I Shrunk the Kids: The TV Show) – 17 Folgen